# Weißbauch-Riesengleithörnchen
Das Weißbauch-Riesengleithörnchen (Petaurista albiventer, Syn.: Petaurista petaurista albiventer) ist ein Gleithörnchen aus der Gattung der Riesengleithörnchen (Petaurista). Es ist in mehreren getrennten Populationen über Teile des nördlichen Indiens, Pakistan, Nepal und der südlichen Volksrepublik China bis nach Thailand verbreitet. Der Artstatus des Weißbauch-Riesengleithörnchens ist umstritten und in zahlreichen Darstellungen wird es als Unterart dem Taguan (P. petaurista) zugeordnet.

## Merkmale
Das Weißbauch-Riesengleithörnchen erreicht eine Kopf-Rumpf-Länge von 32,6 bis 55,0 Zentimetern sowie eine Schwanzlänge von 39 bis 45 Zentimetern bei einem Gewicht von 1,1 bis 1,8 Kilogramm. Die Art ist damit innerhalb der Gattung relativ groß. Das Rückenfell besteht aus langen, seidigen Haaren und ist dunkel mahagoni-braun mit einer weißen Sprenkelung. In der Färbung entspricht die Art generell dem Taguan (P. petaurista), besitzt jedoch deutliche schwarze Ringe um die Augen, rotbraune Wangen, eine weiße Kehle und einen weißen Bauch sowie eine schwarze Färbung im hinteren Drittel des Schwanzes, der ansonsten hell rotbraun ist.
Wie alle Riesengleithörnchen hat es eine große und behaarte Flughaut, die Hand- und Fußgelenke miteinander verbindet und durch eine Hautfalte zwischen den Hinterbeinen und dem Schwanzansatz vergrößert wird. Die Flughaut ist muskulös und am Rand verstärkt, sie kann entsprechend angespannt und erschlafft werden, um die Richtung des Gleitflugs zu kontrollieren. Die Flughaut ist oberseits dunkelbraun und an der Unterseite weiß bis hellbraun.
In Pakistan gibt es eine Population melanistischer, also schwarzer, Tiere.

## Verbreitung
Das Weißbauch-Riesengleithörnchen kommt in zwei Unterarten in Teilen des nördlichen Indiens, Pakistan, Nepal und der südlichen Volksrepublik China bis nach Thailand vor. Dabei ist die Nominatform Petaurista albiventer albiventer in Indien in der Punjab-Region und Uttarakhand, in Nepal, Pakistan und im Südosten von Tibet sowie im Nordwesten von Yunnan anzutreffen. Petaurista albiventer barroni lebt in Thailand von der nördlichen Provinz Phitsanulok bis in den Süden des Landes.

## Lebensweise
Das Weißbauch-Riesengleithörnchen lebt in moderat temperierten und feuchten Waldgebieten, die Unterart Petaurista albiventer barroni kommt dabei in Thailand in Höhen von 1350 bis 3050 Metern vor. Es ist strikt baumlebend und nachtaktiv und ernährt sich unter anderem von Blättern der Pindrow-Tanne (Abies pindrow) und der Tränen-Kiefer (Pinus wallichiana), der Eichenart Quercus floribunda, der Himalaya-Pappel Populus ciliate, der Ulmenart Ulmus wallichiana und anderer Baumarten. Daneben frisst es Knospen, Zapfen, Samen, Blüten, Früchte, Rinden und Flechten. Im Oktober bevorzugt die Art die Eicheln der Quercus dilatata und im Juli Kastanien der Indischen Rosskastanie (Aesculus indica) und Nüsse der Echten Walnuss (Jiglans regia). Wie alle anderen Flughörnchen ist auch diese Art in der Lage, weite Strecken gleitend zurückzulegen, indem es von einem Baum abspringt.
Die Tiere legen ihre Nester in Bäumen an. Sie verbringen den Tag in den Nestern oder in Baumhöhlen und kommen erst nachts hinaus. Sie sind über das gesamte Jahr aktiv und machen keinen Winterschlaf.

## Systematik
Die wissenschaftliche Erstbeschreibung des Weißbauch-Riesengleithörnchens stammt von John Edward Gray aus dem Jahr 1834, der die Art als Pteromys albiventer aus Nepal beschrieb.
Der Artstatus des Weißbauch-Riesengleithörnchens ist umstritten und in einigen Systematiken wird es als Unterart des Taguan geführt. Im Handbook of the Mammals of the World von 2016 wird es dagegen als eigenständige Art behandelt und in die Gattung der Riesengleithörnchen (Petaurista) eingeordnet. Andrew T. Smith und Yan Xie stellten 2009 heraus, dass das Weißbauch-Riesengleithörnchen wahrscheinlich eigenständig ist und vom Taguan abgegrenzt werden sollte. Sie beziehen sich damit auf die Ergebnisse molekularbiologischer Untersuchungen von Yu et al. 2006, wonach diese Art gemeinsam mit einigen weiteren als eigenständig betrachtet werden sollten. Bestätigt wurde dieses Ergebnis durch weitere Arbeiten von Li et al. 2013.

## Bestand, Gefährdung und Schutz
Das Weißbauch-Riesengleithörnchen wird von der International Union for Conservation of Nature and Natural Resources (IUCN) nicht als eigenständige Art gelistet.

## Belege
1. 1 2 3 4 5 6 7 8 9  J.L. Koprowski, E.A. Goldstein, K.R. Bennett, C. Pereira Mendes: White-bellied Giant Flying Squirrel Petaurista albiventer. In: Don E. Wilson, T.E. Lacher, Jr., Russell A. Mittermeier (Hrsg.): Handbook of the Mammals of the World: Lagomorphs and Rodents 1. (HMW, Band 6) Lynx Edicions, Barcelona 2016, ISBN 978-84-941892-3-4, S. 769.
2. ↑  Don E. Wilson & DeeAnn M. Reeder (Hrsg.): Petaurista petaurista albiventer in Mammal Species of the World. A Taxonomic and Geographic Reference (3rd ed).
3. ↑  Petaurista petaurista In: Richard W. Thorington Jr., John L. Koprowski, Michael A. Steele: Squirrels of the World. Johns Hopkins University Press, Baltimore MD 2012; S. 117–119. ISBN 978-1-4214-0469-1
4. 1 2  Red Giant Flying Squirrel. In: Andrew T. Smith, Yan Xie: A Guide to the Mammals of China. Princeton University Press, 2008; S. 179. ISBN 978-0-691-09984-2.
5. ↑  Farong Yu, Fahong Yu, Junfeng Pang, C. William Kilpatrick, Peter M. McGuire, Yingxiang Wang, Shunqing Lu, Charles A. Woods: Phylogeny and biogeography of the Petaurista philippensis complex (Rodentia: Sciuridae), inter- and intraspeciWc relationships inferred from molecular and morphometric analysis. Molecular Phylogenetics and Evolution 38 (3), März 2006; S. 755–766. doi:10.1016/j.ympev.2005.12.002
6. ↑  Song Li, Kai He, Fa-Hong Yu, Qi-Sen Yang: Molecular Phylogeny and Biogeography of Petaurista Inferred from the Cytochrome b Gene, with Implications for the Taxonomic Status of P. caniceps, P. marica and P. sybilla. PLOS ONE, 16. Juli 2013 doi:10.1371/journal.pone.0070461